# ヨハネス・センペル

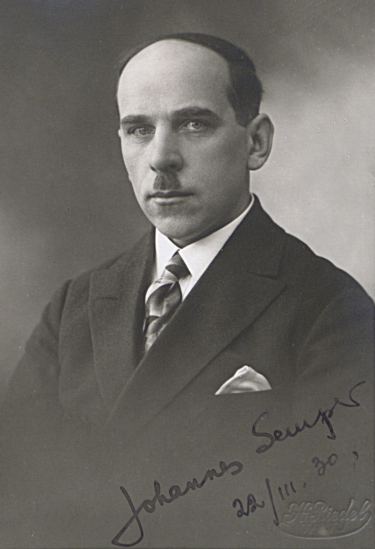
Johannes Semper, 1930

ヨハネス・センペル（エストニア語: Johannes Semper、1892年3月22日（ユリウス暦では3月10日） - 1970年2月2日）は、エストニアの作家、翻訳家。
ヴィリャンディ県タルヴァストゥ自治体パフヴェレ村生まれ。1910年から27年にかけ、サンクトペテルブルク、リガ、モスクワ、ベルリン、パリの大学で学んだ。1928年からはタルトゥ大学で学び、アンドレ・ジッドについての論文で博士号を取得。1940年にはソビエト連邦の一部だったエストニア・ソビエト社会主義共和国の教育相を務めた。また、同国の国歌の作詞も担当した。タリンにて没。

## 著書
- Punased Nelgid（長編小説、「赤いナデシコ」の意、1969年）